# Caroline Rémy de Guebhard

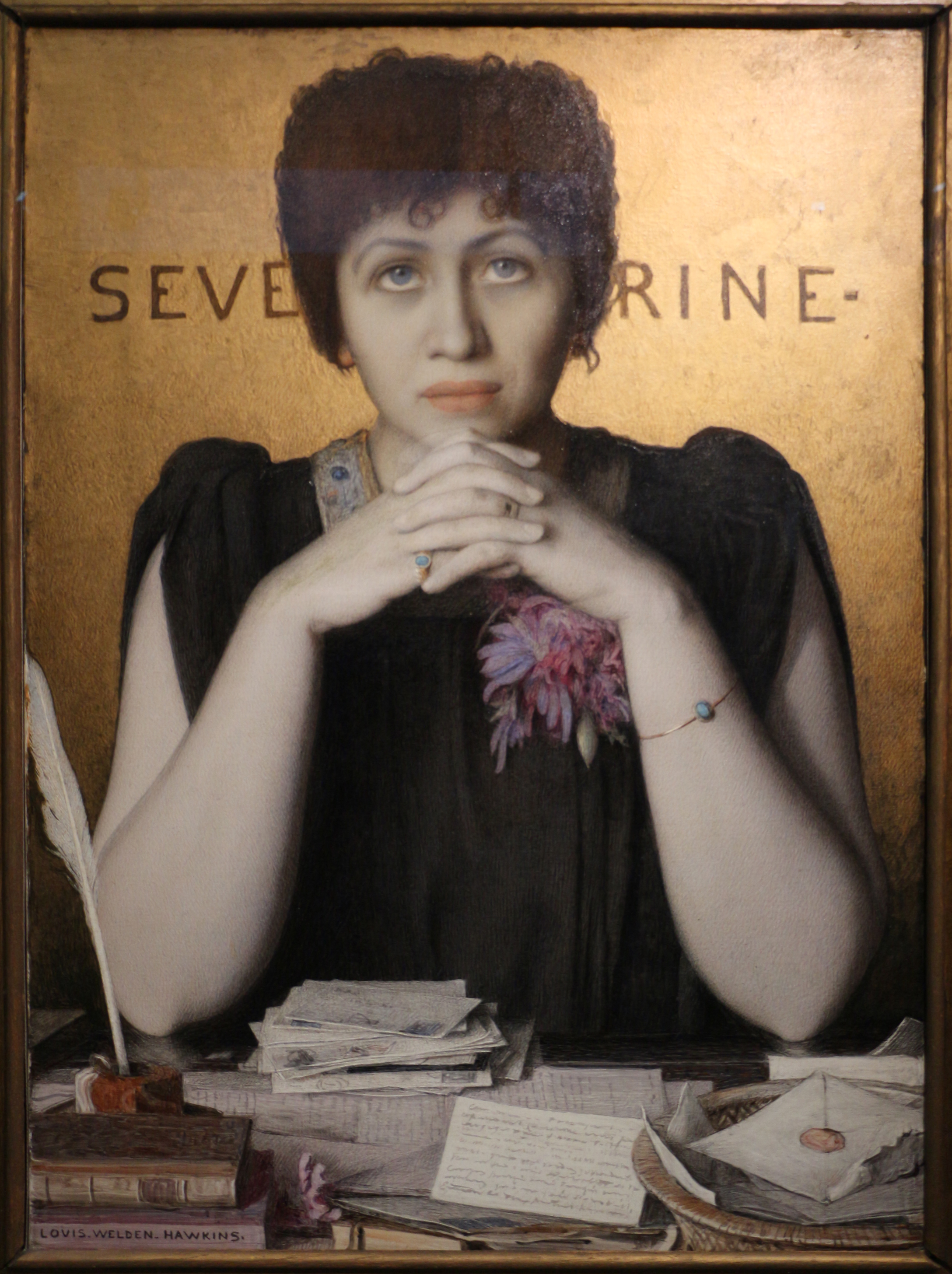
Retrat de Séverine de Louis Welden Hawkins

Caroline Rémy de Guebhard (París, 27 d'abril de 1855 – Pierrefonds, 24 d'abril de 1929), més coneguda sota el pseudònim literari de Séverine, fou una anarquista, periodista i feminista francesa.

## Trajectòria
Al voltant de 1880, Rémy participa en la publicació socialista de Jules Vallès, Cri du Peuple, la qual va dirigir un temps a causa de la mala salut de Vallès. Cada vegada més militant en els seus punts de vista, es feu amiga de la seua companya periodista i feminista Marguerite Durand, però després d'un enfrontament amb el marxista Jules Guesde, deixà el diari al 1888. Continuà escrivint en altres publicacions promovent l'emancipació de les dones i denunciant injustícies socials de tota mena, incloent el cas Dreyfus. El 31 de juliol de 1892 i a causa d'aquest cas, Rémy esdevingué la primera periodista de la història a entrevistar un papa, León XII. Uns anys després, al 1897, escrigué per al periòdic feminista La Fronde, creat i dirigit per M. Durand.
Recolzà la Revolució russa de 1917 i, al 1921, s'uní al Partit Comunista Francés. Uns anys després, però, abandona el partit i continua en la Lliga dels drets humans. Com a defensora incondicional de l'esquerra, Rémy donà suport a algunes de les causes anarquistes més importants de l'època, com la defensa de Germaine Berton, i també participa en els esforços de 1927 per salvar els anarquistes italians Sacco i Vanzetti.
Bernard Lecache, fundador del Comité d'Honor de la Lliga Internacional contra el Racisme i l'Antisemitisme, escrigué la seua biografia. Pierre-Auguste Renoir el 1885 li feu un retrat que ara es troba a la Galeria Nacional d'Art de Washington.
Poc abans de morir, participà en la campanya de suport a la candidatura del metge Albert Besson, triat conseller del districte de Saint-Fargeau, conseller general del Sena. Rémy va morir el 1929. Alguns dels seus documents es troben a la Biblioteca Marguerite Durand de París. El 1933, en memòria de Séverine, Besson feu que el Consell de París donara el nom "Séverine" a la plaça creada per iniciativa seua.

## Obra
- Pages rouges, Paris, H. Simonis Empis, 1893.
- Notes d'une frondeuse : de la Boulange au Panama, Préf. Jules Vallès, Paris, H. Simonis Empis, 1894.[5]
- Pages mystiques, Paris, H. Simonis Empis, 1895.
- En marche, Paris, H. Simonis Empis, 1896.[6]
- Affaire Dreyfus : Vers la lumière... impressions vécues, Paris, Estoc, 1900.[7]
- La Toute-puissance de la bonté, (S. l.), 1900.
- Sac à tout : mémoires d'un petit chien, Paris, F. Juven, 1903.
- À Sainte-Hélène, pièce en 2 actes, Paris, V. Giard et I. Brière, 1904.
- Line : 1855-1867, Paris, Crès, 1921.
- Choix de papiers, annotés parell Évelyne Li Garrec, Paris, Tierce, 1982.
- Impressions d'audience, (Émile Zola, "J’accuse !", réactions nationales et internationales) Valenciennes, Presses universitaires de Valenciennes, 1999.